# Phacus striatus
Phacus striatus is een soort in de taxonomische indeling van de Euglenozoa. Deze micro-organismen zijn eencellig en meestal rond de 15-40 mm groot. Het organisme komt uit het geslacht Phacus en behoort tot de familie Phacaceae. Phacus striatus werd in 2006 ontdekt door Nudelman & Triemer.